# Rajkeswur Purryag
Rajkeswur Kailash Purryag (ur. 12 grudnia 1947 w Camp Fouquereau, zm. 21 czerwca 2025) – maurytyjski polityk, wicepremier w latach 1997–2000, przewodniczący Zgromadzenia Narodowego w latach 2005–2012. Prezydent Mauritiusa od 21 lipca 2012 do 29 maja 2015.

## Życiorys
Rajkeswur Purryag urodził się w 1947 w Camp Fouquereau, gdzie również uczęszczał do szkoły podstawowej Shree Shamboonath Government School. Następnie kształcił się w szkole średniej Mauritius College w Curepipe. Z wykształcenia został prawnikiem.
W 1973 przystąpił do Partii Pracy Mauritiusa (MLP). Początkowo działał w samorządzie lokalnym, zasiadając od 1974 do 1976 w Komisji Miejskiej miasta Vacoas-Phoenix. W grudniu 1976 został wybrany po raz pierwszy do Zgromadzenia Narodowego. W latach 1987–1991 był sekretarzem generalnym, a w latach 1991–1996 przewodniczącym Partii Pracy Mauritiusa.
Pełnił szereg funkcji rządowych. Od stycznia 1980 do czerwca 1982 był ministrem zabezpieczenia socjalnego w rządzie pierwszego premiera Seewoosagura Ramgoolama. W kolejnych gabinetach premiera Anerooda Jugnautha zajmował od stycznia 1984 do grudnia 1985 stanowisko ministra zdrowia oraz w 1995 ministra planowania gospodarczego i telekomunikacji. Od lipca 1997 do września 2000 zajmował urząd wicepremiera oraz ministra spraw zagranicznych i handlu zagranicznego w rządzie Navina Ramgoolama. 12 lipca 2005 został wybrany przewodniczącym Zgromadzenia Narodowego, uzyskując reelekcję na tym stanowisku 18 maja 2010. 
Po rezygnacji ze stanowiska prezydenta w marcu 2012 przez Anerooda Jugnautha, 20 lipca 2012 został wybrany przez parlament na urząd prezydenta Mauritiusa. Poparło go 40 z 70 deputowanych; 29 opozycyjnych deputowanych zbojkotowało głosowanie. 21 lipca 2012 został oficjalnie zaprzysiężony na stanowisku. 29 maja 2015 zrezygnował ze stanowiska. 
Rajkeswur Purryag był żonaty i miał jedną córkę.